# Marie Mahrová
| 3492 Petra-Pepi | 16 febbraio 1985  |
| 3899 Wichterle  | 17 settembre 1982 |
| 4112 Hrabal     | 25 settembre 1981 |
| 4567 Bečvář     | 17 settembre 1982 |

Marie Mahrová (1947) è un'astronoma cecoslovacca.
Il Minor Planet Center le accredita la scoperta di quattro asteroidi, effettuate tra il 1981 e il 1985.